# Chu×Chuアイドる
『Chu×Chuアイドる』は、2007年3月23日にアダルトゲームブランドユニゾンシフト・アクセントから発売された18禁恋愛アドベンチャーゲーム。
2007年11月22日にはファンディスク『Chu×Chuぱらだいす 〜Encore Live〜』が発売され、2010年4月28日には『Chu×Chuアイドる』と『Chu×Chuぱらだいす 〜Encore Live〜』の廉価版にあたるメモリアルエディションが発売された。
また、2010年10月29日にはナンバリングタイトル『Chu×Chuアイドる2 -melodies×memories-』が発売され、その続編にあたる『Chu×Chu! on the move 〜絢爛時空の歌姫祭〜』が2011年9月22日に発売された。
本作にはユニゾンシフトの過去作品の登場人物も幾人か登場している。

## あらすじ
藤木健介は、幼馴染である仲内知由が吸血鬼チュチュ・アストラムと合体してアイドルになるという衝撃の事実を知ってしまう。
秘密を知られたチュチュは、彼の血を吸い、呪いをかけて彼女から離れなくした。
かくして、3人の奇妙な同居生活が始まった。

### ぱらだいす
チュチュが母親との再会を果たしてしばらくしたある日、ブラックボスの封印をしようとした魔王メリッサがBB団の襲撃を受ける。メリッサの魔力が並行世界へと霧散した上、魔力の一部を受けたチュチュの存在が不安定になる事態が発生。
健介は魔力回収のため並行世界へ向かうも、元いた世界と似ていながら異なる並行世界の様子に戸惑う。
はたして、健介は事態を無事に解決できるのか。

## 登場人物

### 主人公
藤木 健介（ふじき けんすけ）
声：？（特典ドラマCDのみ）
主人公。目つきが悪く悪人と間違えられるが、真面目な性格の持ち主。
チュチュに血を吸われて離れられなくなりマネージャーとして同居するようになる。

### メインヒロイン
チュチュ・アストラム
声：榊原ゆい
母親を探すために知由と合体してアイドルをしている。
仲内 知由（なかうち ちゆ）
声：榊原ゆい
健介の幼なじみであるツンデレ少女。
チューア・チュラム（愛称：チュチュ）
声：榊原ゆい
芸能プロダクション・どくろラビットに所属する人気アイドル。 その正体は知由とチュチュがキスによって合体した姿で、右目は青く、左目は赤い。チュチュとしての人格が強く表に現れているが、歌はチュチュ、トークは知由がそれぞれ担当している。
上杉 うた（うえすぎ うた）
声：金松由花
健介のクラスメイトで以前から芸能活動をしている。
ヒヨリ・ピクシー
声：木村あやか
チュチュとうたのマネージャーを務めるお姉さん。仕事は完璧だが、恋愛には奥手。
彼女もまた魔界から来た人物で、チュチュの協力者でもある。

### その他
上杉 耕太（うえすぎ こうた）
声：松木犬
チュチュとうたのプロデューサーで、かつては歌手だった。
うたの実父でもあり、娘に対しては過保護である。
アルバート・テイム
声：ワンモアチャンス
チュチュとうたの所属事務所であるどくろラビットの社長を務める魔界人で、おだてに乗りやすい。
牛山 一太（うしやま いった）
声：空野太陽
アイドルオタクのクラスメイト。
リップ
声：大波こなみ
BB団の襲撃を受けていた健介たちを助けた少女。
その正体はチュチュの母親で、娘のためならどんなことでもする。悪戯好きなうえ自己中心的ながらもお人よしな一面を持つ。
キッス
声：森川陽子
BB団の襲撃を受けていた健介たちを助けた女性。
その正体はリップの従者である人造生命体。家事は良くできるが、リップに対して忠実な分受動的な性格で、命じられないと何もしない。
仲内 知子（なかうち ともこ）
声：大波こなみ
知由の実母で、難病のため入院していた。『Chu×Chuアイドる』でブラックボスにとりつかれていたことが判明した。
栄養士の資格も持っており、退院後は近所の学校で給食の調理員になった。また、メインキャラクターやリップらとも知り合い、リップとは母親同士であるためか、特に仲が良い。
BB団
声：？？？
チュチュを付け狙う謎の団体。ただし、チュチュの追っかけにしか過ぎない団員もおり、 チュチュのファンである一太と知り合った者もいる。
エミル・メイビー
声：大野まりな
アルバートの妻で、どくろラビットの会長を務めている。
『WAGA魔々かぷりちお』にも登場しており、幼馴染であるメリッサと恋の火花を散らした。
メリッサ・セラフィ
声：金松由花
魔界の王で、響とは恋人同士。

## スタッフ
キャラクターデザイン・原画：織澤あきふみ
シナリオ：緋川佳、穂波衛一、玉沢円、土岐乱鳳、葉月博規、Oじろー
音楽：Angel Note

## 主題歌
オープニングテーマ
- Chu×Chuアイドる「Chu×Chu!!」
  - 歌：榊原ゆい
- Chu×Chuぱらだいす「Festivity」
  - 歌：榊原ゆい、作詞：中山♡マミ（Angel Note）、作曲・編曲：椎名俊介
- Chu×Chuアイドる2「chuchu×2」
  - 歌：榊原ゆい、作詞：中山♡マミ（Angel Note）、作曲・編曲：井ノ原智

エンディングテーマ
- Chu×Chuアイドる「」
- Chu×Chuぱらだいす「Till I can see you again」

挿入歌